# Tieste-Uragnoux
 Tieste-Uragnoux  là một xã thuộc tỉnh Gers trong vùng Occitanie miền nam nước Pháp.